# Sankt Veit im Pongau
Sankt Veit im Pongau ist eine Marktgemeinde mit 3944 Einwohnern (Stand 1. Jänner 2025) im Salzburger Land im Bezirk St. Johann im Pongau in Österreich. Der Ort war der erste heilklimatische Kurort in Salzburg.

## Geografie
Die Gemeinde liegt gut 50 Kilometer südlich von Salzburg im Salzachpongau im Salzburger Land an der Salzach. Bis nach St. Veit fließt die Salzach von West nach Ost; danach dreht sie sich um ein Knie und fließt durch das Bischofshofen-St.-Johanner Becken genau von Süd nach Nord weiter. Nördlich steht der Hochglocker (1590 m ü. A.) die Dientner Berge (Salzburger Schieferalpen), südlich die Höllwand (2287 m ü. A.) der Ankogelgruppe (Hohe Tauern).
Der Gutteil der Gemeinde liegt auf einem Höhenplateau. Kalte Nordwinde werden durch die nordseitige Erhebung des Hochkönigs stark abgeschwächt; die kalte Luft im Winter kann vom Plateau in das Salzachtal abfließen. Die warmen Südwinde können über das Gasteiner- und das Großarlertal – beide Täler ziehen von Süd nach Nord – nach St. Veit ziehen. Durch die Lage auf einem Plateau im Salzachtal zählt St. Veit zu den ganz besonders sonnenreichen Orten (zur Wintersonnenwende am 21. Dezember knapp sieben Stunden Sonnenschein im Ortszentrum). Daher nennt sich die Gegend Salzburger Sonnenterrasse.

### Gemeindegliederung
Das Gemeindegebiet umfasst sechs Katastralgemeinden (Fläche Stand 31. Dezember 2023):
- Klamm (1.494,37 ha)
- Lehen (744,33 ha)
- Oberlehen (508,78 ha)
- Schwarzach II (900,05 ha)
- St. Veit (85,2 ha)
- Untersberg (1.951,3 ha)

Die Gemeinde gliedert sich nicht in mehrere Ortschaften, zur einzigen gleichnamigen Ortschaft Sankt Veit im Pongau zählen die weiteren Ortsteile
- Grafenhof
- Klamm
- Lehen
- Niederuntersberg
- Pichl
- Oberlehen
- Oberuntersberg
- Sankt Veit im Pongau
- Stein
- Viellehen

Zählsprengel sind St. Veit-Zentralgebiet für den Ort und St. Veit-Umgebung für den Rest der Gemeinde. Die Gemeinde liegt im Gerichtsbezirk St. Johann im Pongau und gehört zum Salzburger Planungsverband Pongau, sowie zum Tourismusverband Salzburger Sonnenterrasse.
St. Veit liegt etwas oberhalb der Salzach bei Schwarzach. Die KG Schwarzach II umfasst Teile von Schwarzach im Pongau, die nach der Gemeindetrennung 1906 bei Sankt Veit verblieben waren, und bilden die Umgebung des Orts. Am Fluss liegt östlich Grafenhof, am Veitbach darüber Obergrafenhof. Den Wengerbach bei Schwarzach hinauf liegen Pichl, Stein, der Urpaß und Viellehen über Goldegg am Filzkogel. An Harbergbach und Putzengraben am Hochglocker liegt Oberlehen. Die andere Salzachseite (die Schattseite in Süden) umfasst Untersberg (Nieder- und Oberuntersberg) am Heukareck, und Klamm taleinwärts an der Gasteiner Ache.

### Nachbargemeinden
| ∗∗                                | Mühlbach am Hochkönig                       |                        |
| Goldegg Schwarzach i.P. ∗ Goldegg | Kompassrose, die auf Nachbargemeinden zeigt | Sankt Johann im Pongau |
| Lend (Bez. Zell am See / Pinzgau) | Dorfgastein                                 | Großarl                |

## Hauptort der Gemeinde

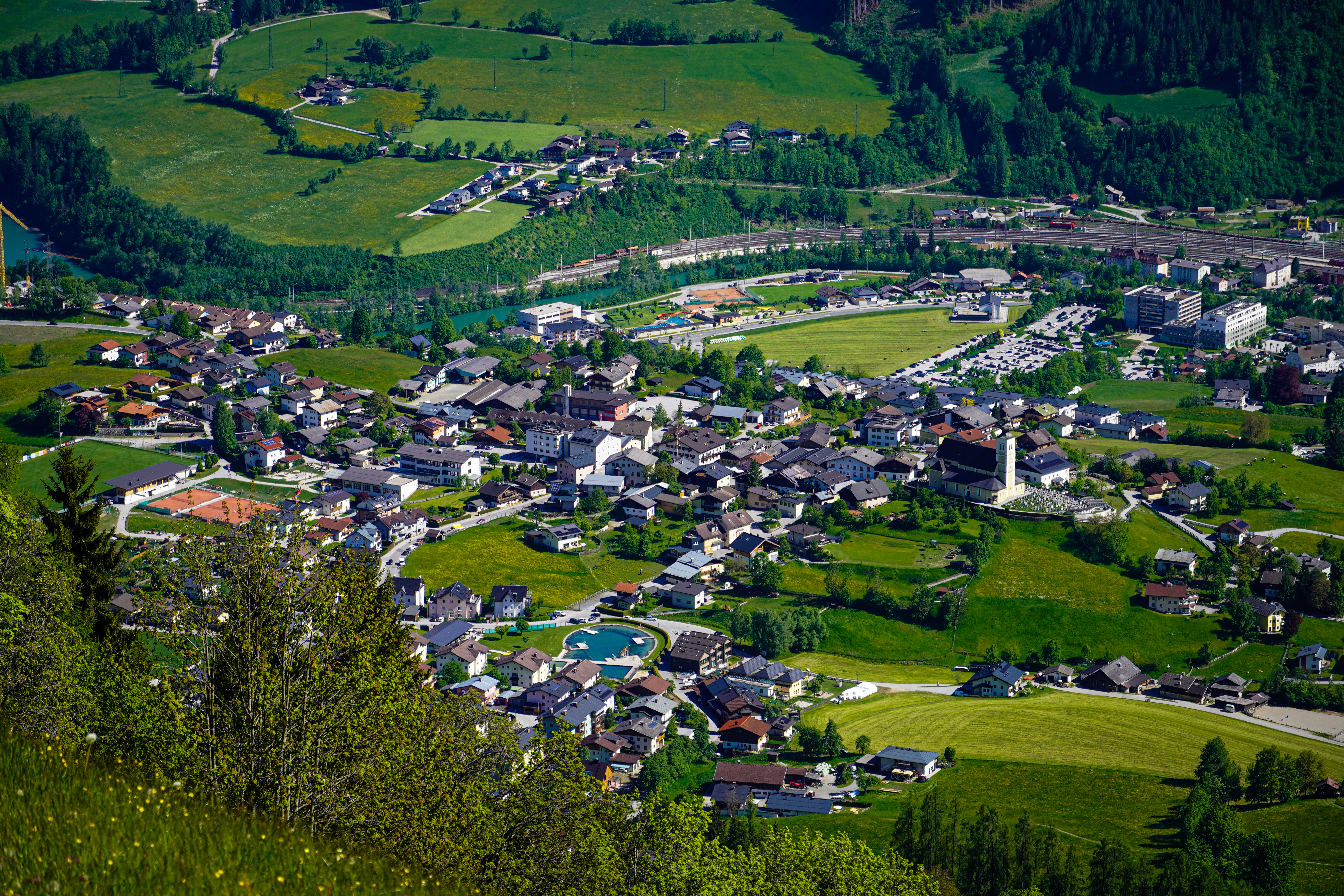
Blick über St. Veit von Hochstein aus

Hauptort der Gemeinde, wie auch Ortschaft (Ortsteil) und Katastralgemeinde (St. Veit), ist der Marktort Sankt Veit im Pongau.
Der Ort befindet sich gut 4 Kilometer südwestlich von St. Johann im Pongau. Er liegt auf einer linken Talterrasse des Salzachtals nördlich des Flusses auf um die 760 m ü. A. Höhe, oberhalb von Schwarzach im Pongau knapp 200 Meter über dem Talgrund, am Fuß des Hochglockers (1590 m ü. A.) dem südöstlichsten Gipfel der Dientner Berge, um die den die Salzach ihr Knie macht.
Der Ort umfasst das alte Kirchdorf (Markt St. Veit), unterhalb die Siedlungen auf den ehemaligen Fluren Pfarrfeld, Pfarrleiten und die Lindenweg-Siedlung mit Wimm bis hinunter an die Sankt Veiter Straße (L211, darunter verläuft der Schönbergtunnel, der Umfahrungstunnel der B 311), sowie oberhalb die Siedlungen auf den Bürgerwiesen und dem Stöcklfeld (Langmoos, Sonnfeld), die Landesklinik und die Ortslagen Möslehen. Wimm und Krankenhaus liegen schon in der Katastralgemeinde Schwarzach II.
Der Ort umfasst gut 350 Gebäude mit etwa 1600 Einwohnern (Zählsprengel St. Veit-Zentralgebiet; Stand 2001).
| Pichl (Gemeinde Sankt Veit)\|Pichl (O)               |                                             | Schwarzach II (KG) ∗Landes- krankenhaus |
| Pichl-Dorf Stein (O)                                 | Kompassrose, die auf Nachbargemeinden zeigt | Obergrafenhof                           |
| Schwarzach im Pongau (O u. KG, Gem. Schwarzach i.P.) |                                             | Grafenhof (O u. KG)                     |

∗ Die KG Schwarzach II umfasst die KG St. Veit von West bis Südost

## Geschichte

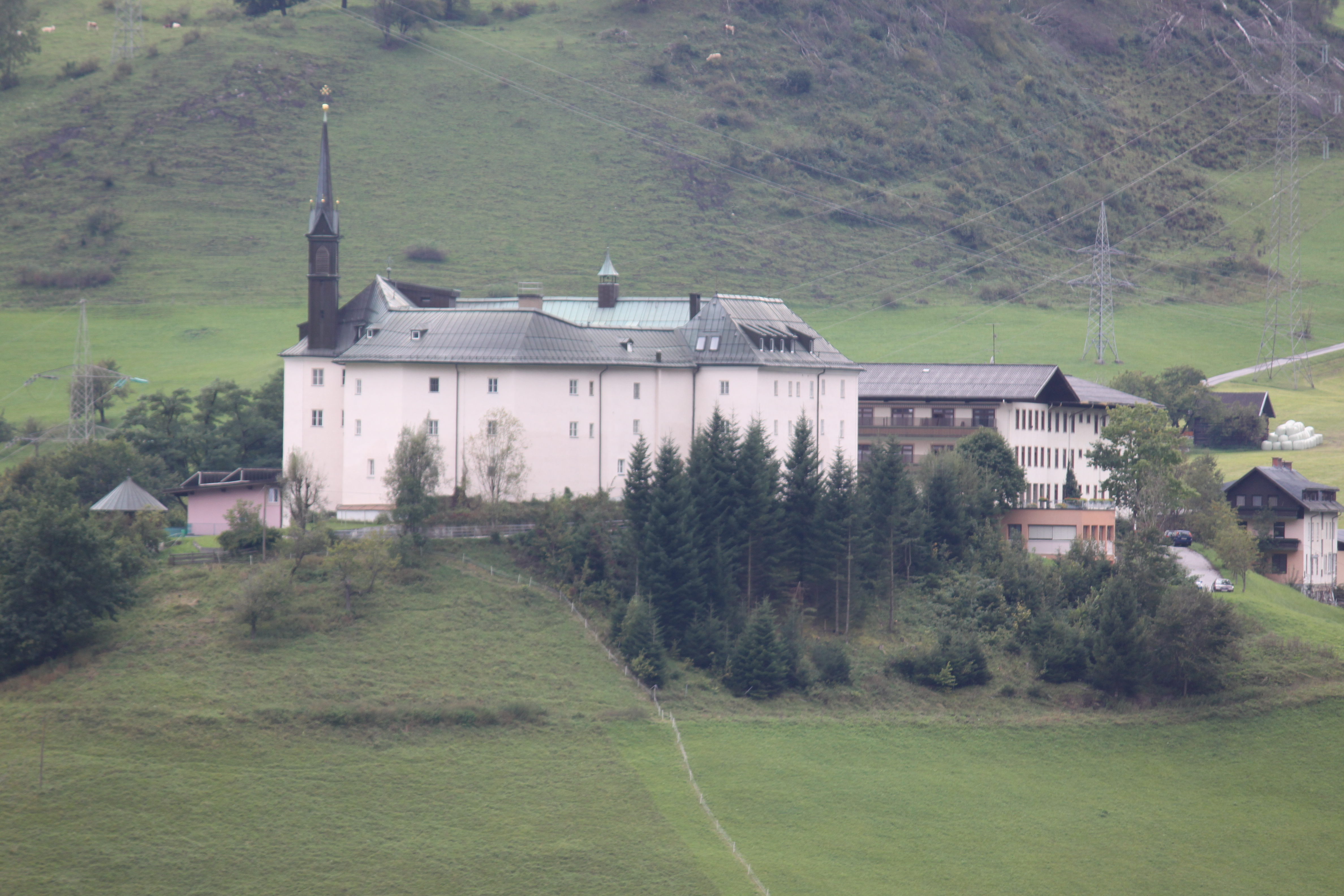
Schloss Schernberg

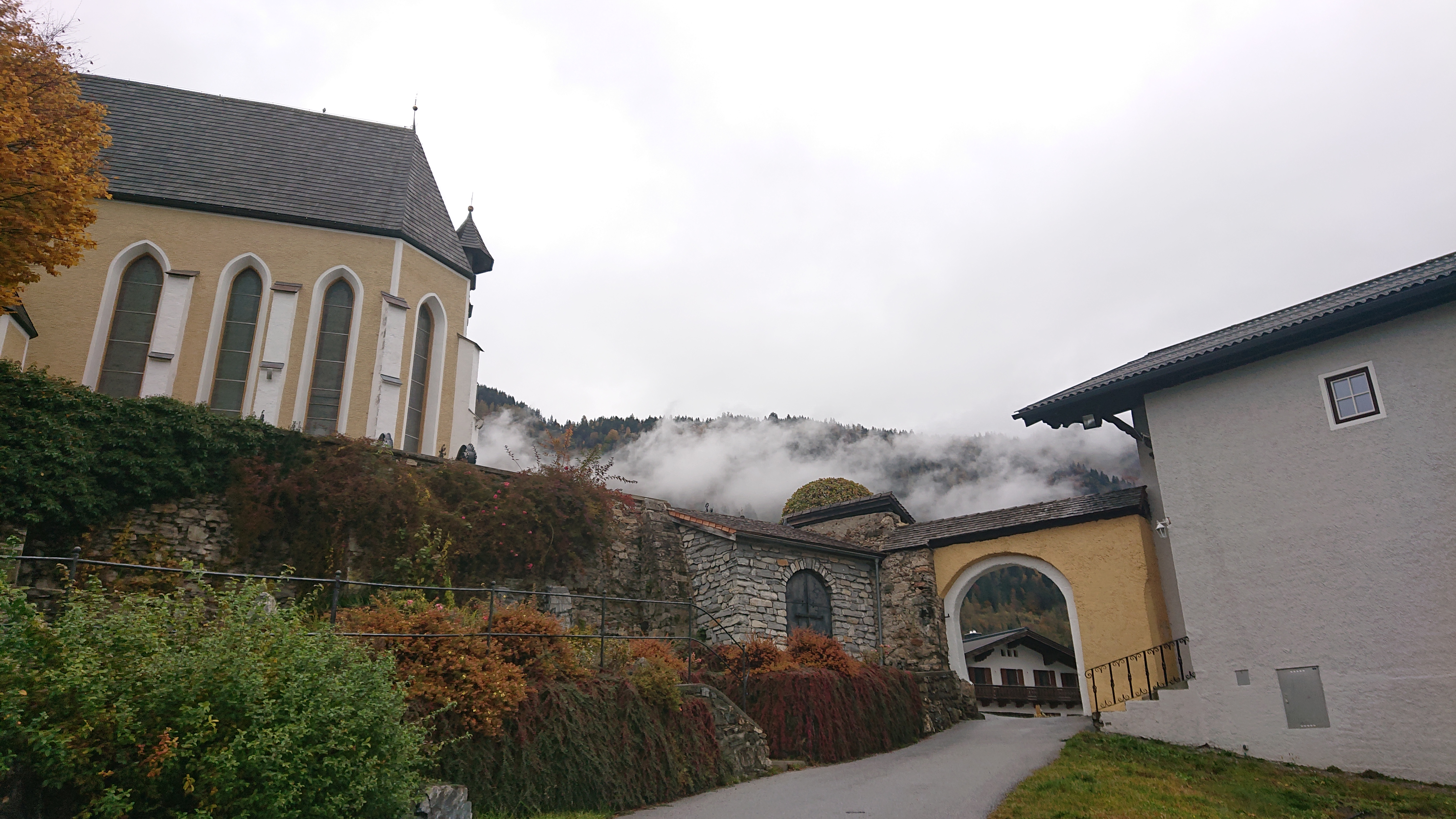
Mittelalterliches Stadttor

Bereits in der frühen Bronzezeit bestand eine Siedlung am Klinglberg. Die Siedlung war mit einem Wall befestigt und stand bereits im Zusammenhang mit dem Kupferbergbau. Es wird vermutet, dass diese Siedlung nur im Winter bewohnt war und man im Frühjahr das Rohkupfer auf der Salzach bis in die Nähe der Stadt Salzburg transportiert hat. In der nähe des heutigen Schwimmbads befand sich vermutlich ebenfalls eine Siedlung.
In der jüngeren Eisenzeit, zirka 450 bis 15 v. Chr., war St. Veit im Pongau von den Kelten besiedelt. Im Seelackenmuseum sind viele Fundstücke aus der Bronzezeit und aus der Eisenzeit ausgestellt.
Während der Römerzeit befanden sich ebenfalls Siedlungen in St. Veit. Es ist ein Standort einer römischen Villa bekannt und im heutigen Schwarzach wurde eine kleine, römische Befestigungsanlage gefunden. Diese schützte zwei wichtige Handelswege, welche von Salzburg über St. Veit über den Korntauern in Gastein bzw. über das Hochtor nach Süden führten.
Zwischen 800 und 1100 entstand in diesem Ort eine der ersten Pfarren Innergebirg. In einer Schenkungsurkunde des Salzburger Erzbischofs Gebhard aus dem Jahre 1074 wurden der Ort sowie die Pfarre („parrochia sancti Viti“) das erste Mal schriftlich erwähnt. St. Veit im Pongau war über Jahrhunderte die Mutterpfarre des südlichen Pongaues und wurde 1244 an das Salzburger Domkapitel übertragen. Seit 1807 ist St. Veit im Pongau wieder eine selbständige Pfarre.
Das Schloss Schernberg, welches vor der Trennung von St. Veit und Schwarzach im Gemeindegebiet lag, bestimmte jahrhundertelang das Geschehen in der Region. Die Burg wurde 1193 erstmals urkundlich erwähnt und 1555 in ein Schloss umgebaut.
Im Spätmittelalter wurde St. Veit zur regelmäßigen Marktanlage. 1284 erfolgt die erste Bezeichnung als „forum“ (Marktort). Das Marktrecht wurde 1425 schriftlich festgelegt.
Der Pongau war das Zentrum der Salzburger Protestanten. Im Jahre 1731 mussten 3100 evangelische Christen das Gebiet von Goldegg und St. Veit im Pongau verlassen.
Bis 1906 gehörte die heutige Marktgemeinde Schwarzach zur Ortsgemeinde St. Veit.

### Marktbrände
- 1334–1335 Es wurden die Romanische Kirche sowie ein Großteil des Marktes zerstört.
- 1590 Das Gerichts- und Botenhaus (heute Markt 19) sowie mehrere andere Gebäude wurden zerstört.
- 1733 Die gesamte südliche Häuserreihe vom Mesnerhaus bis zum Neuwirt fiel den Flammen zum Opfer.
- 1863 Fünf Häuser im Norden des Markts vom Totengräber (heute Markt 20) bis Oberhaidach (heute Markt 15) wurden zerstört.
- 1937 Die Gebäude Burgschwaiger (heute Markt 15) und Schneeberger (heute Markt 17) wurden ein Raub der Flammen.[4]

## Politik

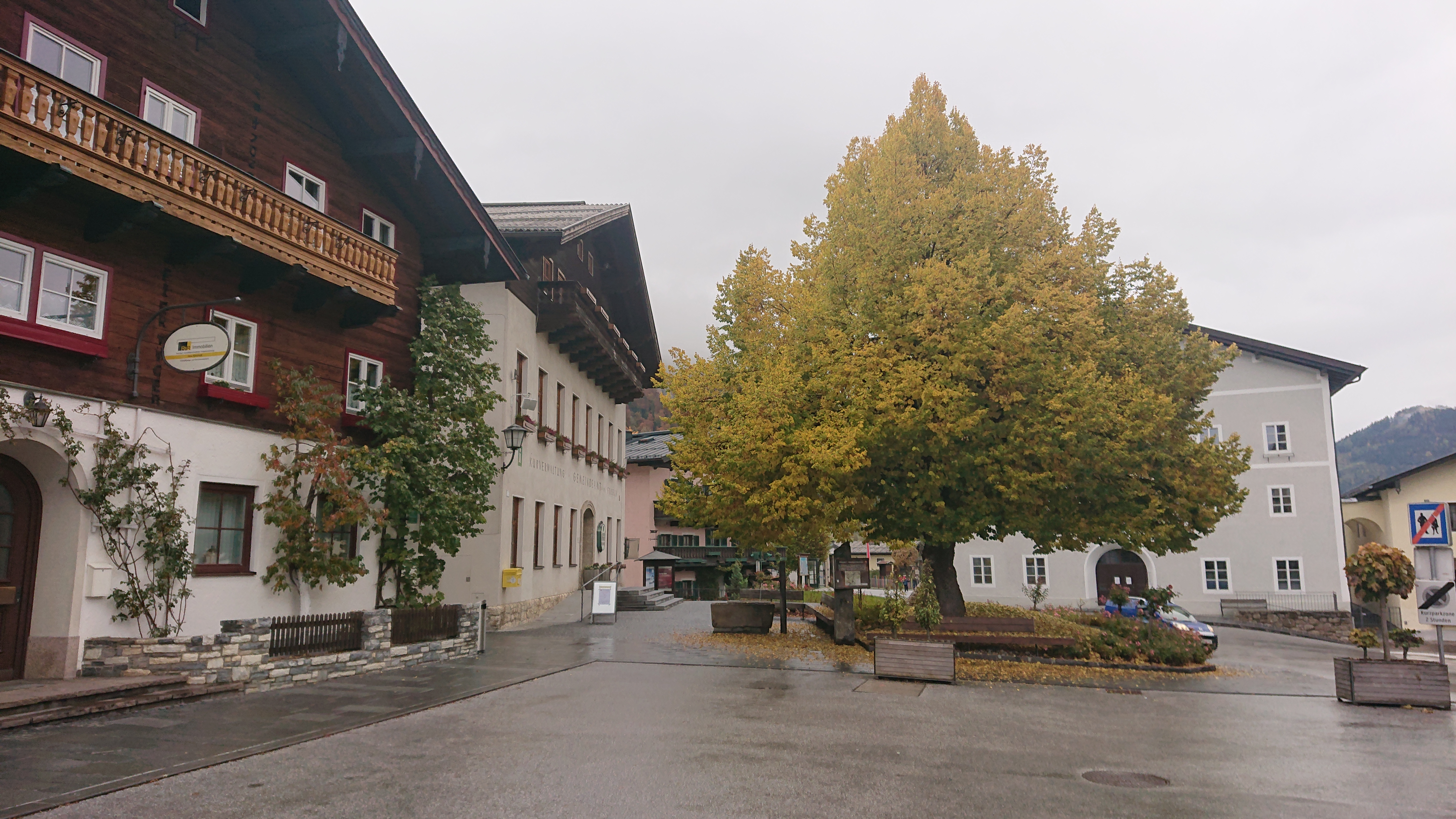

### Gemeinderat
| Gemeinderatswahl 2024Wahlbeteiligung: 73,6 % 706050403020100 51,9 % (−8,8 %p)26,9 % (−2,8 %p)21,2 % (n. k. %p)n. k. % (−9,6 %p) ÖVPSPÖFPÖFPS20192024 |

Die Gemeindevertretung hat insgesamt 21 Mitglieder. Nach den Gemeindevertretungs- und Bürgermeisterwahlen hat/hatte die Gemeindevertretung folgende Verteilung:
| Jahr | 2004 | 2009 | 2014 | 2019 | 2024 |
| ---- | ---- | ---- | ---- | ---- | ---- |
| ÖVP  | 10   | 10   | 12   | 13   | 11   |
| SPÖ  | 8    | 7    | 6    | 6    | 6    |
| FPÖ  | 1    | 2    | 3    | —    | 4    |
| FPS  | —    | —    | —    | 2    | —    |

### Bürgermeister
- 1912–1917 Johann Resch
- 1917–1919 Josef Dum
- 1919–1938 Rupert Pirnbacher
- 1938–1945 Hans Tautermann
- 1945–1946 Christian Pirnbacher
- 1946–1964 Peter Schwarzenberger
- 1964–1983 Johann Pirnbacher[4]
- 1983–1993 Richard Donauer (ÖVP)[9]
- 1993–2008 Franz Lainer (ÖVP)[10]
- 2008–2018 Sebastian Pirnbacher (ÖVP)[11]
- seit 2018 Manfred Brugger (ÖVP)[12]

### Wappen
Die Blasonierung  (Wappenbeschreibung) des Gemeindewappens lautet:
„Im roten Schilde die Darstellung des hl. Veit, nämlich der unbekleidete Oberkörper eines jugendlichen Mannes mit zum Gebet gefalteten Händen und goldnimbiertem Haupte, der aus einem auf einem niedrigen, brennenden Scheiterhaufen ruhenden schwarzen Kessel hervorragt.“

## Kultur und Sehenswürdigkeiten

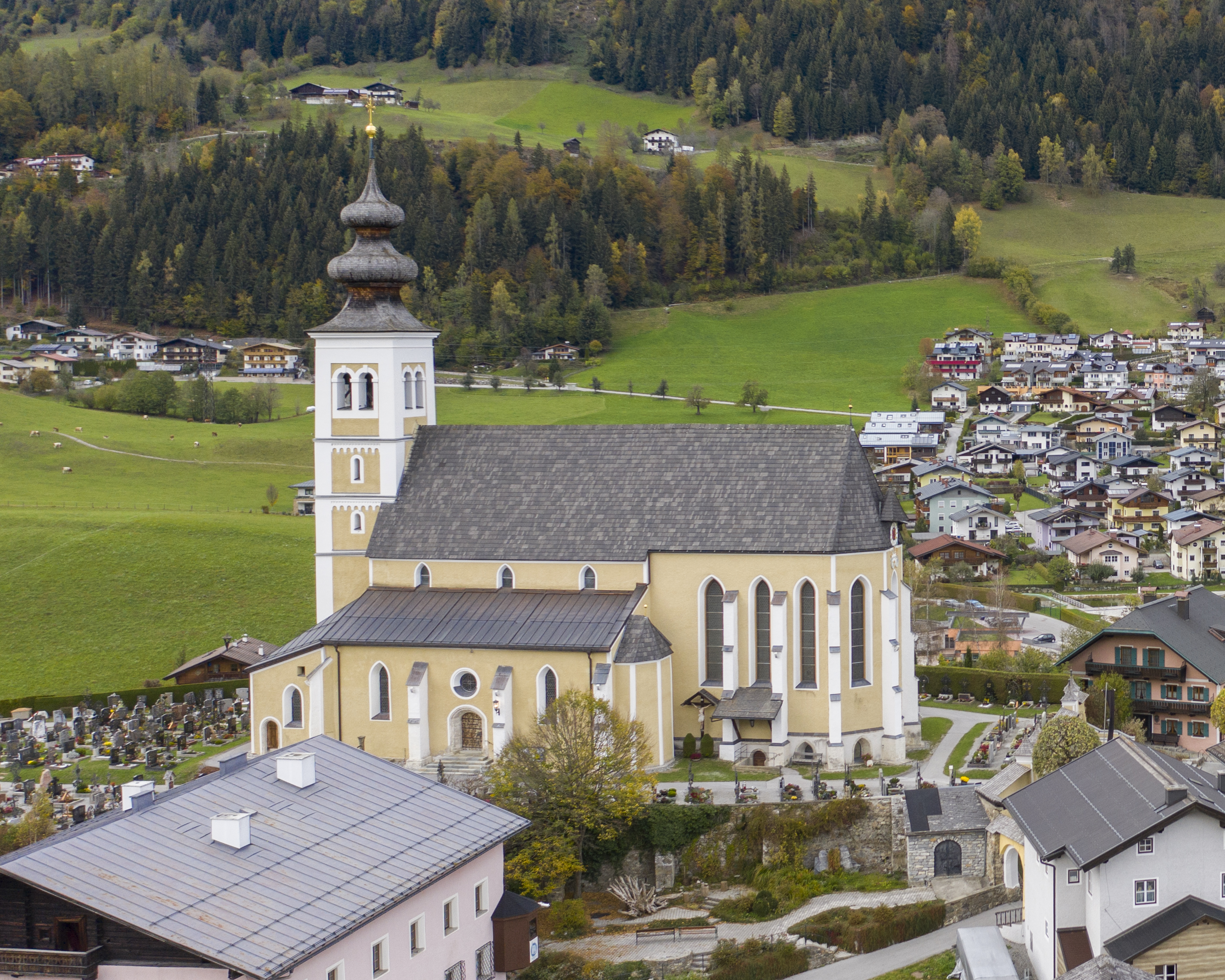
Pfarrkirche Sankt Veit im Pongau

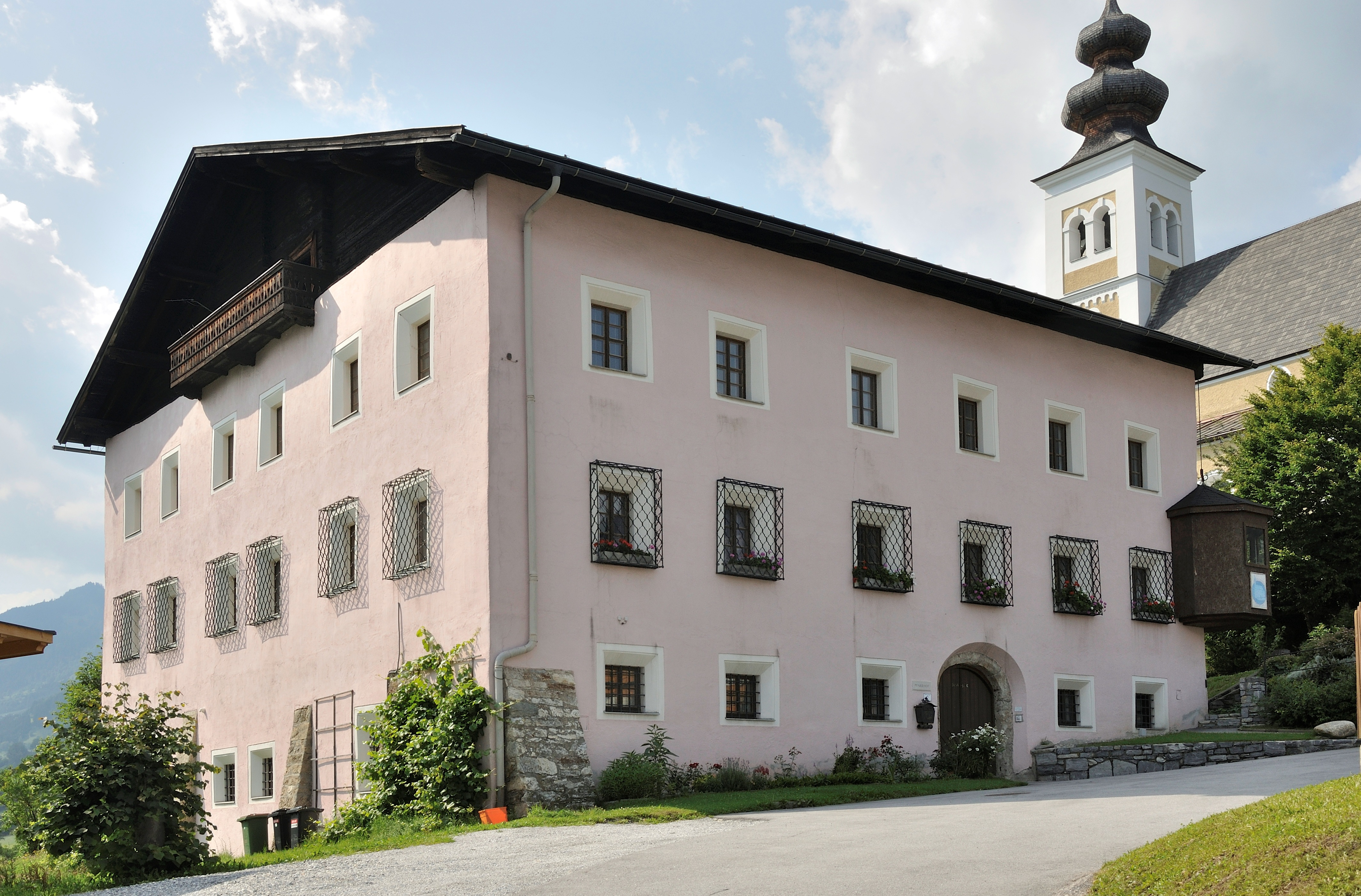
Pfarrhof Sankt Veit im Pongau mit Fürstenzimmer

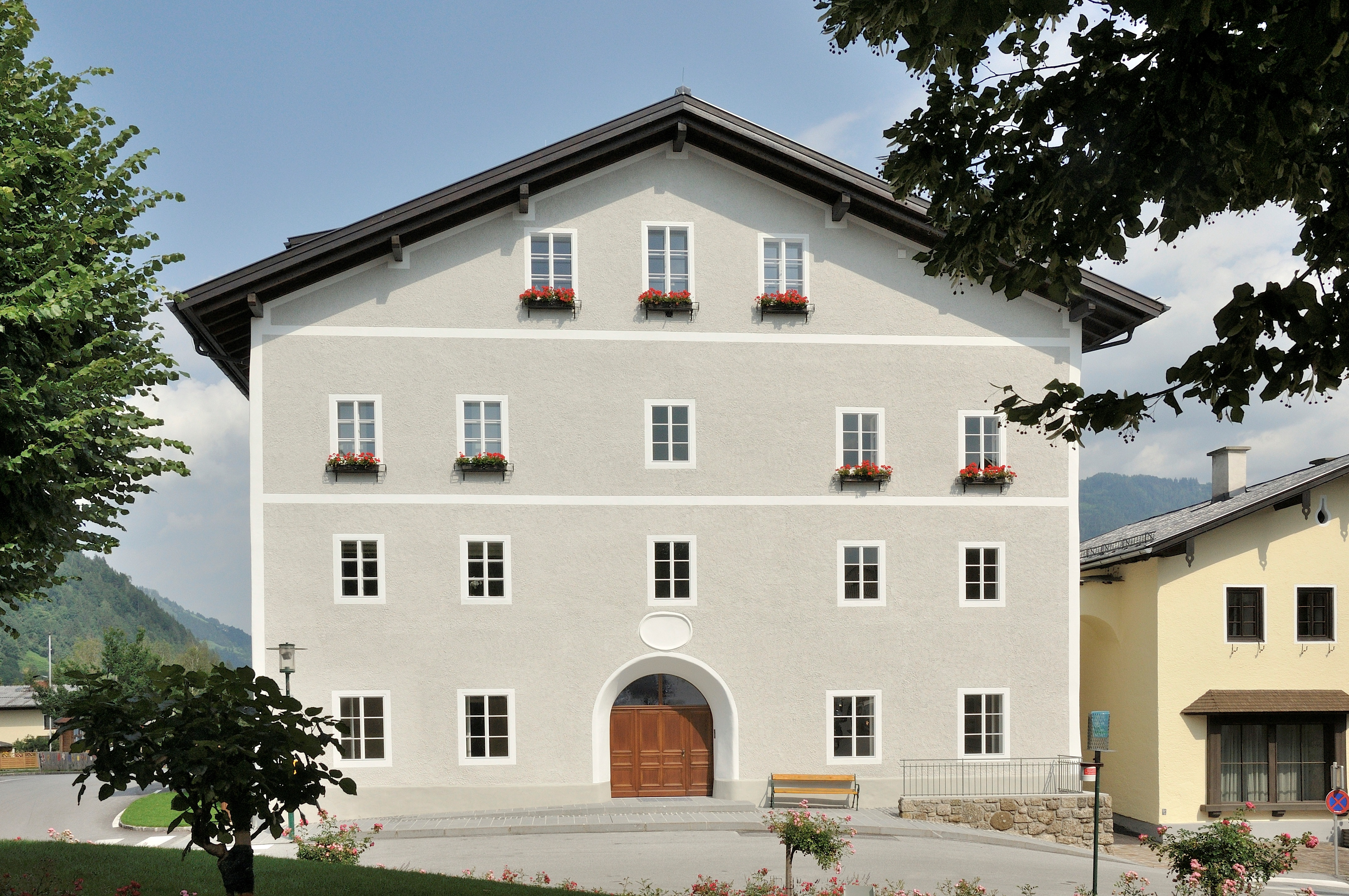
Verwalterhaus mit Burgrecht

- Katholische Pfarrkirche Sankt Veit im Pongau[13]
- Pfarrhof Sankt Veit im Pongau: Der dreigeschoßige Pfarrhof südlich unterhalb der Kirche stammt im Kern vermutlich aus dem 13. Jahrhundert und wurde 1753 umgebaut und barockisiert (Markt 1)
- Marktplatz: Geplanter Marktplatz aus dem 12. Jahrhundert, einige Gebäude und ein Teil der Befestigungsmauer mit einem Tor sind noch erhalten
- Mesnerhaus: Das Mesnerhaus ist eines der historischen Markthäuser und wurde 1734 erbaut. Über dem Eingang steht 1703, was auf den Vorgängerbau hinweist, der beim Marktbrand 1733 wie die ganze südliche Häuserzeile zerstört wurde (Markt 3)
- Gasthof Metzgerwirt: 1733 erbaut, nachdem der Vorgängerbau abgebrannt ist (Markt 5)
- Haus Pirnbacher: erbaut nach dem Marktbrand 1733 (Markt 7)
- Haus Schrot: erbaut nach dem Marktbrand 1733 (Markt 6)
- Steinwendthaus: Das ebenfalls mittelalterliche Verwalterhaus oder Steinwendthaus bzw. Obermairhaus war mit dem Burgrecht versehen und war Sitz des Verwalters des Domkapitels, Verwalter von Herrschaften des Domkapitels, Nonntal, St. Peter und Mülln
- Peckenhaus: mittelalterliches Markthaus, erwähnt 1683 (Markt 9)
- Stockhammerhaus: ehemaliger Gasthof Grafenhof, mittelalterliches Markthaus, 1677 von Kaspar Meyerhofer gekauft, vormals Lochwirtshaus, ab 1915 zur Lungenheilanstalt gehörendes Gasthaus im Ortszentrum, (St. Veiter-Straße 15)
- Schisterwasthaus: erbaut 1702, im Jahre 1960 wurde das Holz des ersten Stockes freigelegt, zuvor verputzt, zuvor war das Gerichtshaus in Markt 19, dieses brannte 1590, so wurde anschließend der Vorgängerbau des Hauses Markt 13 verwendet (Markt 13)
- Sämerhaus: heute Bäckerei und Gasthof Walkner, spätmittelalterlich, 1679 von Gastgeber und Bäcker gekauft (Markt 17)
- Pension Laubichler: In der ersten Hälfte des 20. Jahrhunderts zur Unterbringung von Gästen genutztes Gebäude. Es weist Elemente des Jugendstils und der traditionellen Architektur eines Bauernhofes auf.

Bauwerke außerhalb des Marktes

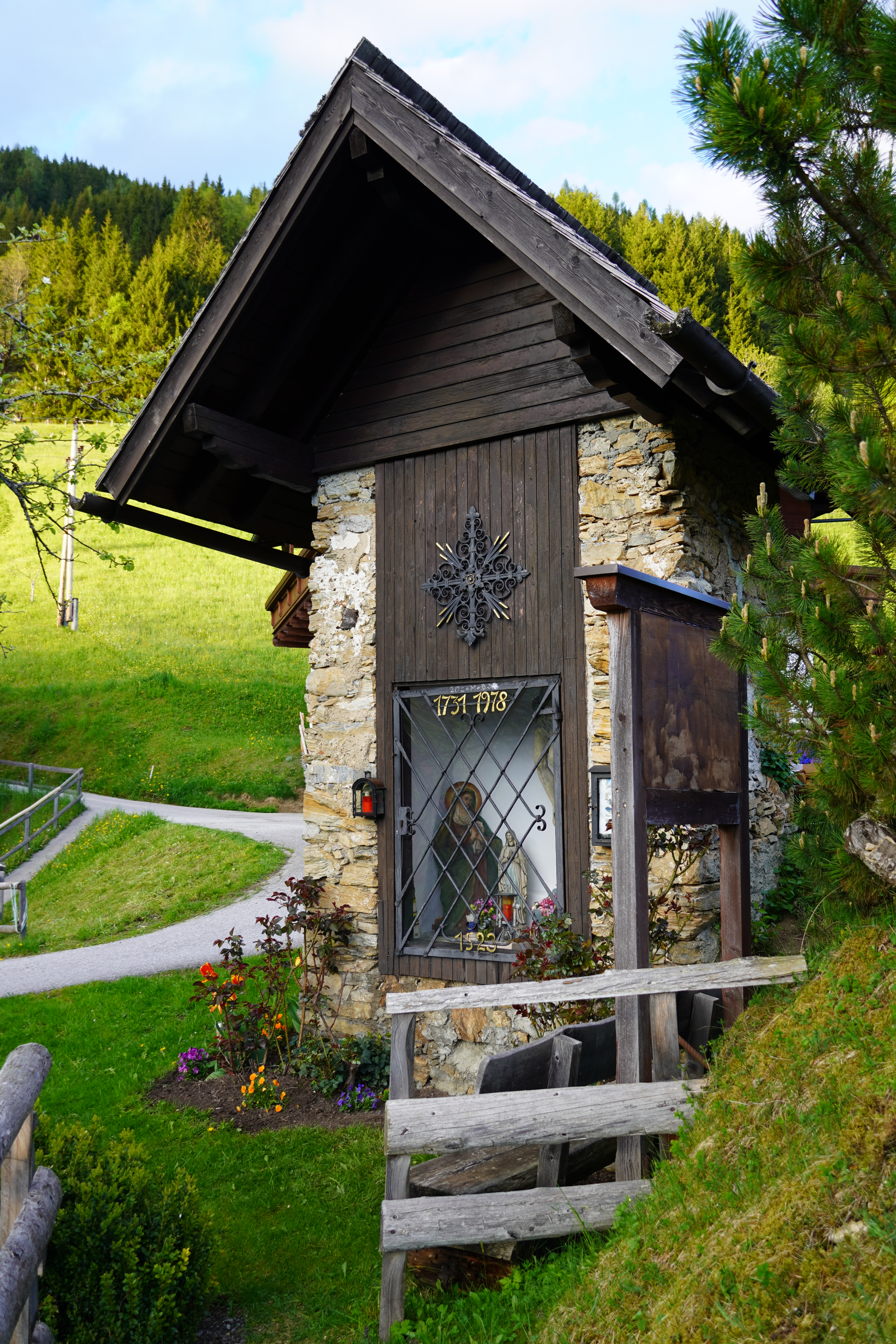
Pfarrachsteinkapelle

- Kloster Maria im Paradies auf der ehemaligen Kinderalm: 1985 vom Orden der Schwestern von Bethlehem gegründet
- Wimmgut: erbaut 1676, zwischenzeitlich für die Versorgung der Lungenheilanstalt Grafenhof genutzt.
- Wimmkapelle: neugotische Kapelle, erbaut im Jahre 1885
- Großklingelberggut: Spätgotischer Bauernhof von ca. 1500 auf dessen Areal ein römischer Gutshof stand, von 1554 bis 1560 Edelmannslehen Graf zu Schernberg
- Hochrainberggut: Historisches Bauerngut von 1530 (Südlicher Teil), der nördliche Teil stammt aus dem 18. Jahrhundert
- Buckelmühle: zum Teil erhaltene Mühle aus dem 17. Jahrhundert, heute als Ferienhaus genutzt
- Außerklingelbergkapelle: Kapelle am östlichen Rand des Gemeindegebietes nahe der „schönen Aussicht“, erbaut ca. 1800
- Pichldorfkapelle: erbaut 1783
- Pulverhaus: ehemaliges Lager für Schwarzpulver für den frühneuzeitlichen Kupferbergbau, erbaut 1539, heute wird es an Gäste vermietet
- Pfarrachsteinkapelle: denkmalgeschützte Kapelle, erbaut 1523, im Jahre 1732 renoviert, barockisiert und evangelisch

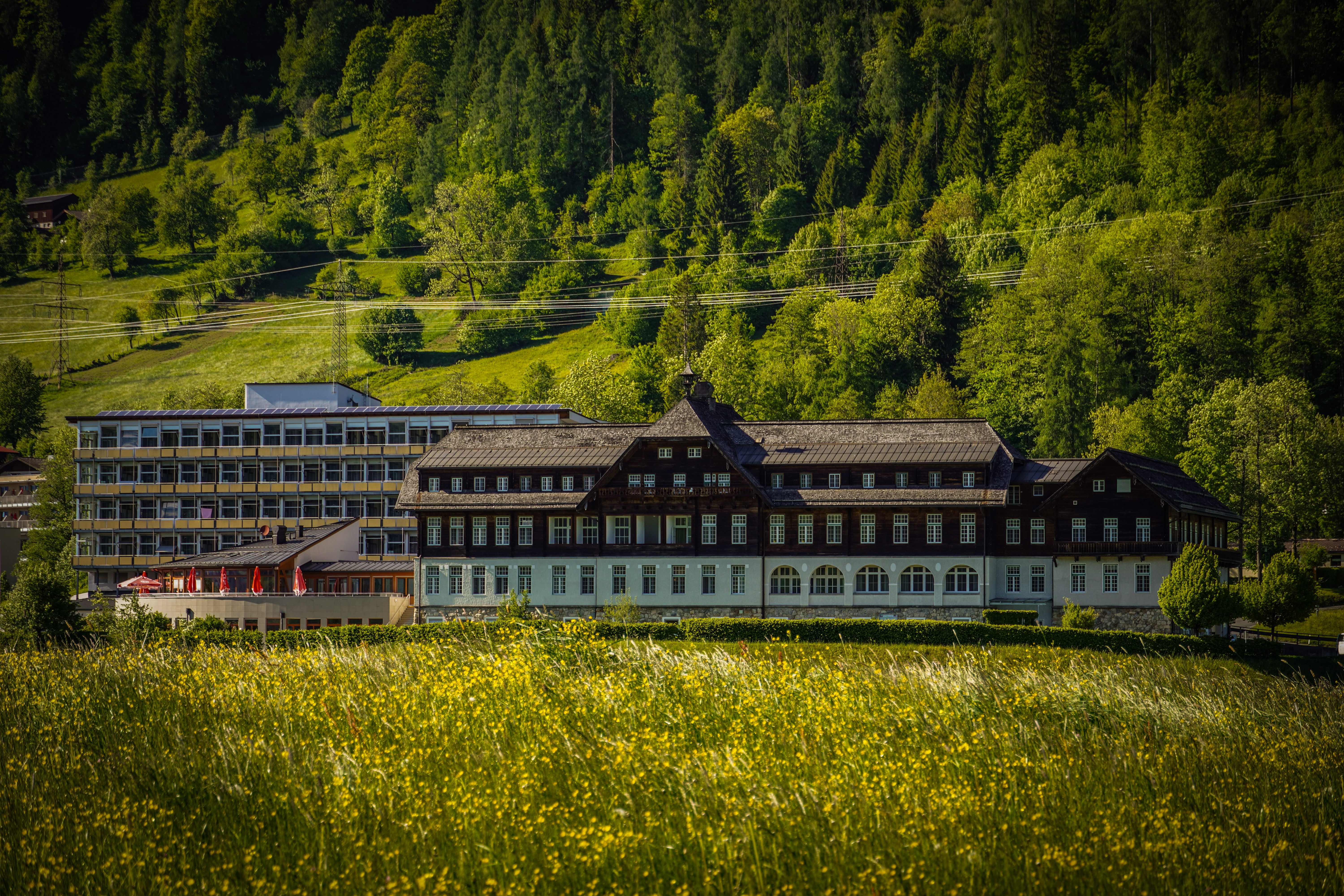
Altbau der Landesklinik St.Veit im Pongau (Lungenheilanstalt Grafenhof)

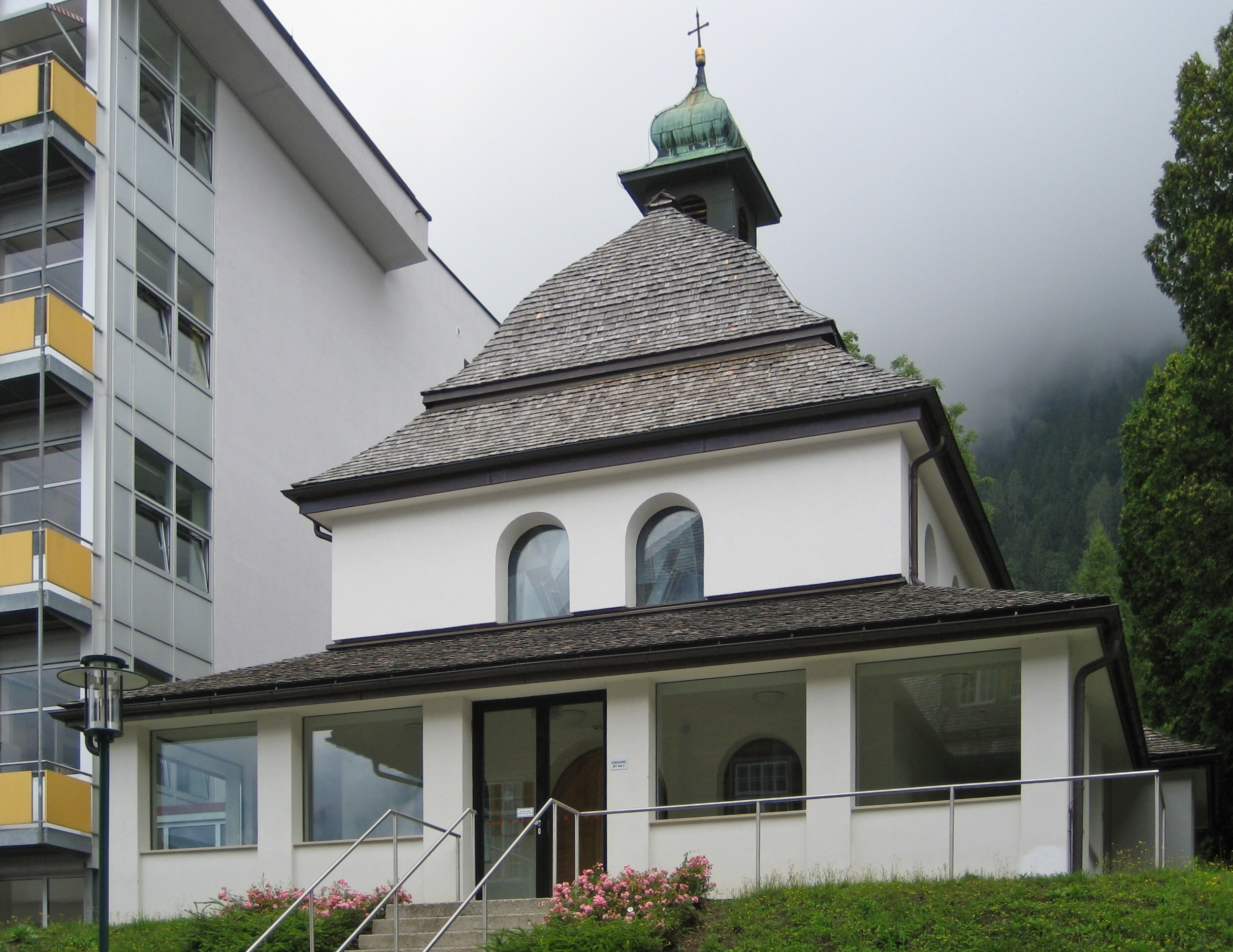
Heilig-Kreuz-Kapelle der Landesklinik

- Landesklinik Sankt Veit im Pongau: 1912/1913 im Jugendstil als Lungenheilanstalt Grafenhof erbaut. Errichtet wurde diese Anstalt vom Volksverein zur Bekämpfung der Tuberkulose im Kronlande Salzburg unter Vorsitz von Prälat Alois Winkler.[14] In ihr wurde auch der Schriftsteller Thomas Bernhard behandelt. Unter anderem schrieb Bernhard das Buch „Die Kälte. Eine Isolation“ über seine Krankheit (Lungentuberkulose) und seinen Aufenthalt hier. Heute findet man zur Erinnerung an den Schriftsteller einen nach ihm benannten Wanderweg, der in der Nähe der Landesklinik beginnt.
  - Heilig-Kreuz-Kapelle, 1912/1913 als Teil des Ensembles der Lungenheilanstalt Grafenhof im Jugendstil erbaut, steht heute unter Denkmalschutz, ursprünglich durch überdachten Gang mit Haupthaus verbunden, rechteckiges Langhaus, niedrige Rundapsis, schindelgedecktes Mansardwalmdach, bemalte Holzkassettendecke
  - Bettentrakt Grafenhof errichtet 1962 im Stil der Nachkriegsmoderne
  - Psychiatrische Sonderpflege zwischen 1918 und 1953 im ehemaligen Kleingeiersbichlgut untergebracht, 1953 wurde das neue Gebäude errichtet. Die Architektur ist insofern interessant, da sie vom Stil her an den Historismus/Eklektizismus erinnert, das Gebäude jedoch in der Zeit der Nachkriegsmoderne mit modernen Materialien (Stahlbeton) gebaut wurde, im Hof steht eine Brunnengruppe der Bildhauerin Hilde Heger
- Flusskraftwerk Plankenau: Das Kraftwerk nutzt die Großarler Arche und wurde 1920 im Stil des Historismus errichtet.
- Bahnhof Loifarn und Tunnel und Brücken der Tauernbahn: Die Strecke von Schwarzach bis Bad Gastein wurde 1905 eröffnet
- Pöltgut erbaut 1706

### Museen und Themenwege
- Seelackenmuseum; Heimatmuseum; denkmalgeschütztes Bauernhaus Wallnergut mit Seelackenmühle[15]
- Schaubergwerk Sunnpau: Bronzezeitliches, mittelalterliches und neuzeitliches Kupferbergwerk
- Erzweg Kupfer: Die Gemeinde Sankt Veit ist Teil des UNESCO Geoparks Erz der Alpen, und somit führt auch das Herzstück des Geoparks, der Erzweg Kupfer, durch St. Veit. Der Themenweg mit fünf Etappen beginnt beim Seelackenmuseum und führt über Mühlbach und Bischofshofen nach Hüttau.
- Thomas Bernhard Weg: Zu Ehren des Schriftstellers Thomas Bernhard, der als Jugendlicher Patient in der Lungenheilanstalt in St. Veit war und einige seiner Werke hier schrieb, wurde der Thomas Bernhard Weg im Ortszentrum von St. Veit errichtet. Dieser führt vorbei an einigen wichtigen Orten und beginnt bei der Volksschule.
- Liechtensteinklamm: Da die Großarler Arche die Grenze zwischen St. Veit und St. Johann darstellt, liegt die Klamm zum Teil auch im Ortsgebiet von St. Veit.

### Theater, Film
St. Veit im Pongau ist einer der Schauplätze des Romans „Schonzeit“ des österreichischen Schriftstellers O. P. Zier. Die männliche Hauptperson des Romans, Rupert, ein Deserteur im Zweiten Weltkrieg, versteckt sich zum Schluss auf einem Bauernhof in St. Veit im Pongau.
Theatergruppe St. Veit: Bei der Verleihung des Ferdinand-Eberherr-Preises 2009, eines Theaterpreises der Salzburger Nachrichten, errang die Theatergruppe St. Veit im Pongau den dritten Platz für eine freie Bearbeitung von Shakespeares „Ein Sommernachtstraum“ in der Regie von Daniela Gnoycke.
St. Veit als Filmkulisse: Die Bavaria Filmgesellschaft drehte 1941 die Außenaufnahmen zu dem Film Der scheinheilige Florian. 1984 entstand in St. Veit ein Fernsehfilm über die Kindheit Karl Heinrich Waggerls unter dem Titel Das ist die stillste Zeit im Jahr als Coproduktion von ORF und ZDF nach einem Drehbuch von Tobias Reiser und Ernst Pichler. Zum größten Teil wurde im jahrhundertealten Bauernhaus Hochrainberg gedreht.

## Wirtschaft und Infrastruktur

### Wirtschaftssektoren
Von den 128 landwirtschaftlichen Betrieben (Stand 2010) waren 48 Haupterwerbsbauern. Im Produktionssektor arbeiteten 103 Erwerbstätige in der Bauwirtschaft, 55 im Bereich Herstellung von Waren, 48 in der Wasser- und Abfallentsorgung, 12 im Bergbau und 1 in der Energieversorgung. Die wichtigsten Arbeitgeber des Dienstleistungssektors waren die Bereiche sozialer und öffentlicher Dienst (344), Handel (102), Verkehr (81) und Beherbergung und Gastronomie (59 Mitarbeiter).
| Wirtschaftssektor            | Anzahl Betriebe | Anzahl Betriebe | Erwerbstätige | Erwerbstätige |
| Wirtschaftssektor            | 2011            | 2001            | 2011          | 2001          |
| ---------------------------- | --------------- | --------------- | ------------- | ------------- |
| Land- und Forstwirtschaft 1) | 128             | 129             | 100           | 069           |
| Produktion                   | 030             | 024             | 219           | 181           |
| Dienstleistung               | 148             | 074             | 666           | 521           |

1) Betriebe mit Fläche in den Jahren 2010 und 1999

### Ansässige Unternehmen
Am Fuße des Südhanges vom Hochglocker befindet sich die Landesklinik Sankt Veit im Pongau. Darüber wurde im Juni 2018 die Kinder- und Jugendrehabilitation Leuwaldhof als erste Kinderrehabilitation in Österreich errichtet.

## Persönlichkeiten
- Joseph Philipp Fellner (1769–1850), Staatsmann und Beamter, hat sich nach Angliederung Salzburgs an Österreich besonders für Salzburg eingesetzt
- Alois Winkler (1838–1925), Landeshauptmann
- Balthasar Linsinger (1902–1986), Pfarrer, Gerechter unter den Völkern, geboren in St. Veit
- Georg Schwarzenberger (* 1942), Landwirt und Politiker, Abgeordneter zum Nationalrat.
- Reinhard Schwarzenberger (* 1977), Skispringer (Bronze bei den Olympischen Winterspielen 1998 in Nagano und bei den Weltmeisterschaften 1999 in Ramsau)
- Michael Gruber (* 1979), Nordischer Kombinierer (Gold im Teambewerb bei den Nordischen Skiweltmeisterschaften 2003 in Val di Fiemme, Gold mit der Staffel bei den Olympischen Winterspielen 2006 in Turin)